# يورغن كلوب
يورغن نوربيرت كلوب (تُلفظ بالألمانية: [ˈjʏɐ̯ɡn̩ ˈklɔp]  ( سماع)؛ مواليد 16 يونيو 1967) هو مدرب كرة قدم ألماني محترف ولاعب سابق وهو كان سابقاً مدرب لنادي ليفربول في الدوري الإنجليزي الممتاز. غالبًا ما يعود له الفضل في الترويج لفلسفة كرة القدم المعروفة باسم الضغط العالي (بالألمانية: Gegenpressing)، حيث يعتبر أحد أفضل المدربين في العالم.
كلاعب، أمضى كلوب معظم مسيرته المهنية التي استمرت 15 عامًا في ماينتس 05 في المستوى الثاني من كرة القدم الألمانية بعد توقيعه للنادي في عام 1990. كان لاعب بدني ويعمل بجد، وكان يلعب في مركز الهجوم قبل أن يتحول إلى الدفاع في عام 1995 حتى اعتزاله في عام 2001، وخلال هذه الفترة بدأ يدرس الإدارة. عند اعتزاله في عام 2001، أصبح كلوب المدير الفني لنادي ماينتس 05، مما ساعدهم على الصعود إلى الدوري الألماني في عام 2004. بعد معاناته من الهبوط في موسم 2006–07، استقال كلوب من تدريب ماينتس في عام 2008، حيث غادر كأطول فترة قضاها مدير فني مع النادي.
أصبح كلوب بعد ذلك مدير فني لنادي بوروسيا دورتموند، حيث قادهم إلى الفوز بلقب الدوري الألماني في موسم 2010–11. في الموسم التالي، قاد كلوب دورتموند إلى أول فوز بالثنائية له على الإطلاق حيث سجل رقم قياسي من النقاط في موسم واحد وسجل رقم قياسي في عدد الانتصارات في الفوز الدوري الألماني2011–12، وكذلك الفوز بلقب كأس ألمانيا 2011–12. في عام 2013، قاد دورتموند إلى نهائي دوري أبطال أوروبا، حيث خسر 2–1 أمام بايرن ميونخ. غادر دورتموند في عام 2015 كأفضل مدرب له قضى فترة تدريبية هناك، بعد أن فاز بما مجموعه خمس ألقاب مع النادي.
بعد إقالة بريندان رودجرز في عام 2015، تم تعيين كلوب في منصب المدير الفني لنادي ليفربول وقادهم في أول موسم له إلى نهائيات كأس رابطة الأندية المحترفة ونهائي الدوري الأوروبي، وخسر كلاهما. كلوب منذ ذلك الحين قاد النادي إلى نهائيين لدوري أبطال أوروبا على التوالي؛ خسر 3–1 أمام ريال مدريد في عام 2018، ثم فاز 2–0 ضد توتنهام هوتسبير في عام 2019 ليحقق أول لقب أوروبي له. قاد ليفربول إلى المركز الثاني في الدوري الإنجليزي الممتاز 2018–19 حيث حقق 97 نقطة، وهو أعلى عدد من النقاط يحققها فريق دون أن يفوز باللقب في الدوريات الخمس الكبرى.
قاد كلوب ليفربول في الموسم الموالي إلى تحقيق لقب الدوري الإنجليزي الممتاز بعد أن غاب ليفربول عن تحقيق الدوري لـ30 سنة وتحديدًا منذ سنة 1990 ليكون بذلك كلوب قد حقق دوريين من الدوريات الخمس الكبرى كمدرب.

## مسيرته الكروية
سبق ليورغن ان لعب كمدافع وأيضا كمهاجم، بدا مسيرته الاحترافية عندما كان يبلغ من العمر 20 عاما أي في موسم 1987–88 وذلك عندما التحق بنادي آينتراخت فرانكفورت وقضي فيه موسما واحدا فقط قبل الذهاب إلى نادي فيكتوريا سيندلينغن ويقضي معهم موسم 1988–89 وبعدها بموسم ينتقل إلى روت فاب فرانكفورت في موسم 1989–90 ليقضي معهم موسما واحدا أيضا قبل أن يستقر مع ماينتس 05 ويقضي فيه مسيرته الكروية وإلى غاية الاعتزال حيث قضى معهم 11 موسم أي من 1989–90 إلى غاية 2000–01
لعب يورغن كلوب مع ماينتس 05 325 مباراة كلها في الدرجة الثانية الألمانية وسجل خلالها 52 هدفا ويعتبر ثاني هداف في تاريخ النادي بعد أسطورة النادي سيفن ديمونت

## مسيرته التدريبية

### ماينتس
في أول موسم بعد اعتزاله كرم كلوب من طرف الفريق الذي قضي فيه جل حياته الكروية حيث نصب مدربا للفرق في عام 2001 ليقود نادي ماينتس 05 بعدها في بطولة الدرجة الثانية وبعد فشله في تحقيق الصعود إلى نخبة القسم الأول في أول موسمين له بعد احتلاله المركز الرابع مرتين متتاليتين حقق يورغن كلوب أكبر انجاز في تاريخ نادي ماينتس وهو الصعود إلى الدرجة الأولى موسم 2004–05 وتمكن من البقاء بعد أن تكهن الجميع بانه سيعود من حيث أتي حيث حقق المركز 11 رغم الإمكانيات الجد متواضعة بالنسبة للفريق
في موسم 2005–06 حقق يورغن كلوب أكبر انجاز في تاريخ ماينتس وهو المشاركة في كأس الاتحاد الاوروبي بعد حصول الفريق على جائزة اللعب النظيف وتمكن كلوب وماينتس 05 من اقصاء نادي ميكا اشتارك الأرميني ب (4–0) ونادي كيفلافيك الاسلندي ب (2–0) قبل أن يقصى في الدور الثالث على يد نادي إشبيلية الأسباني ب (0–2) وفي نفس الموسم فشل الفريق في البقاء في الدرجة الأولى وسقط مجددا إلى الدرجة الثانية بعد أن رسى في المركز 16 وفي موسم 2007–08 حقق ماينتس المركز الرابع في الدرجة الثانية وكانت تنقصه فقط نقطتين للصعود مجدد بعد أن خطف كولون آخر بطاقة صعود ليستقيل كلوب من تدريب ماينتس بعد عشرة عمر جد جد طويلة.

### بروسيا دورتموند
انتقل كلوب إلى تدريب بروسيا دورتموند بعد أن اقال الأخير مدربه توماس دول الذي لم يكن قدر الطموح وجلب يورغن كلوب إلى فريقه الجديد اللاعب المصري محمد زيدان المدافع نيفن سوبوتيتش بعد أن كان قد اشرف على تدريبهما في ماينتس. بدا كلوب المسيرة مع الأسود واستطاع ان يحقق مع الفريق نتائج جد مرضية حيث احتل المركز السادس في أول موسم له مع الأسود وهو يعتبر أفضل مركز حققه الأسود في آخر 5 سنوات. في الكأس لم يكن حظ كلوب جيدا فقد اقصي على يد أودينيزي رغم الآداء الرائع الذي قام به الأسود وعادو في لقاء الذهاب وفازوا في أرض الطليان لكن ضربات الترجيح لم تبتسم لهم في الأخير، كما اقصي اشبال كلوب من كاس ألمانيا في الدور الثمن نهائي على يد بريمن ب 2–1. في الدور الثاني كثف اشبال كلوب من تركيزهم على الدوري ورغم الإمكانيات المحدودة التي كانوا يمتلكونها استطاعوا تحقيق 6 انتصارات متتالية
في يوم السبت الموافق 30 أبريل 2011 حقق يورجن كلوب إنجاز تاريخي آخر له ولناديه بوروسيا دورتموند بعدما هزم نورنبرغ على ملعب سيغنال إيدونا بارك بهدفين دون رد للمهاجم البارجوياني لوكاس باريوس وزميله البولندي روبرت ليفاندوفسكي وهي النتيجة التي قادتهم للتتويج بلقب الدوري الألماني قبل أسبوعين على نهاية المسابقة بعد غياب دام لسنوات طويلة بعدما قدموا موسم أسطوري سمح ليورجن كلوب أن يفرض اسمه كواحد من أفضل المدربين ذوي الجنسية الألمانية على الساحة الكروية في أوروبا.

### ليفربول
في يوم 6 أكتوبر 2015 وقع رسميا لتدريب نادي ليفربول الإنجليزي بعد إقالة مدربه رودجرز، وبعد تسعة أشهر من تعيينه جدّد «الريدز» ثقتهم في كلوب بعد أن قادهم لنهائيين في أول نصف موسم له هما نهائيا الدوري الأوروبي وكأس الرابطة الإنجليزية رغم أنه خسرهما، حيث تمّ تجديد عقده لمدة 6 سنوات حتى عام 2022.
وفي موسم 2018–19 استطاع كلوب تحقيق أول ألقابه مع ليفربول بالفوز بدوري أبطال أوروبا بعد تغلبه على توتنهام هوتسبير 0–2 في النهائي.
وفي 25 يونيو 2020 توج ليفربول بطلا للدوري الإنكليزي الممتاز (2019-2020)، وذلك في الجولة 31 من الدوري، أي قبل انتهاء الدوري ب 7 جولات، وبفارق 18 نقطة عن أقرب ملاحقيه فريق مانشستر سيتي بعد غياب 30 عاما عن اللقب

## الإحصائيات

### النادي
| النادي             | الموسم    | الدوري      | الدوري | الدوري  | الكأس الوطني | الكأس الوطني | أخرى   | أخرى    | المجموع | المجموع |
| النادي             | الموسم    | الدرجة      | الظهور | الأهداف | الظهور       | الأهداف      | الظهور | الأهداف | الظهور  | الأهداف |
| ------------------ | --------- | ----------- | ------ | ------- | ------------ | ------------ | ------ | ------- | ------- | ------- |
| روت–فايس فرانكفورت | 1989–90   | دوري هسن    | 0      | 0       | 1            | 0            | 5      | 0       | 1       | 0       |
| ماينتس 05          | 1990–91   | بوندسليغا 2 | 33     | 10      | 0            | 0            | —      | —       | 33      | 10      |
| ماينتس 05          | 1991–92   | بوندسليغا 2 | 32     | 8       | 1            | 0            | —      | —       | 33      | 8       |
| ماينتس 05          | 1992–93   | بوندسليغا 2 | 41     | 3       | 2            | 1            | —      | —       | 43      | 4       |
| ماينتس 05          | 1993–94   | بوندسليغا 2 | 34     | 7       | 1            | 1            | —      | —       | 35      | 8       |
| ماينتس 05          | 1994–95   | بوندسليغا 2 | 33     | 7       | 3            | 1            | —      | —       | 36      | 8       |
| ماينتس 05          | 1995–96   | بوندسليغا 2 | 29     | 2       | 2            | 0            | —      | —       | 31      | 2       |
| ماينتس 05          | 1996–97   | بوندسليغا 2 | 24     | 3       | 0            | 0            | —      | —       | 24      | 3       |
| ماينتس 05          | 1997–98   | بوندسليغا 2 | 31     | 4       | 1            | 1            | —      | —       | 32      | 5       |
| ماينتس 05          | 1998–99   | بوندسليغا 2 | 29     | 4       | 1            | 0            | —      | —       | 30      | 4       |
| ماينتس 05          | 1999–2000 | بوندسليغا 2 | 30     | 4       | 3            | 0            | —      | —       | 33      | 4       |
| ماينتس 05          | 2000–01   | بوندسليغا 2 | 9      | 0       | 1            | 0            | —      | —       | 10      | 0       |
| ماينتس 05          | المجموع   | المجموع     | 325    | 52      | 15           | 4            | 0      | 0       | 345     | 56      |
| الإجمالي           | الإجمالي  | الإجمالي    | 325    | 52      | 16           | 4            | 5      | 0       | 346     | 56      |

1. ↑  جميع المباريات في كأس ألمانيا.

## الإحصائيات التدريبية

### السجل التدريبي
آخر تحديث  19 مايو 2024.
| فريق             | من             | إلى           | السجل | السجل | السجل | السجل | السجل | م.     |
| فريق             | من             | إلى           | لعب   | ف     | ت     | خ     | فوز % | م.     |
| ---------------- | -------------- | ------------- | ----- | ----- | ----- | ----- | ----- | ------ |
| ماينتس 05        | 27 فبراير 2001 | 30 يونيو 2008 | 270   | 109   | 78    | 83    | 040٫4 | [ 15 ] |
| بوروسيا دورتموند | 1 يوليو 2008   | 30 يونيو 2015 | 318   | 179   | 69    | 70    | 056٫3 | [ 16 ] |
| ليفربول          | 8 أكتوبر 2015  | 19 مايو 2024  | 246   | 149   | 58    | 39    | 060٫6 | [ 17 ] |
| المجموع          | المجموع        | المجموع       | 834   | 437   | 205   | 192   | 052٫4 | —      |

## الإنجازات

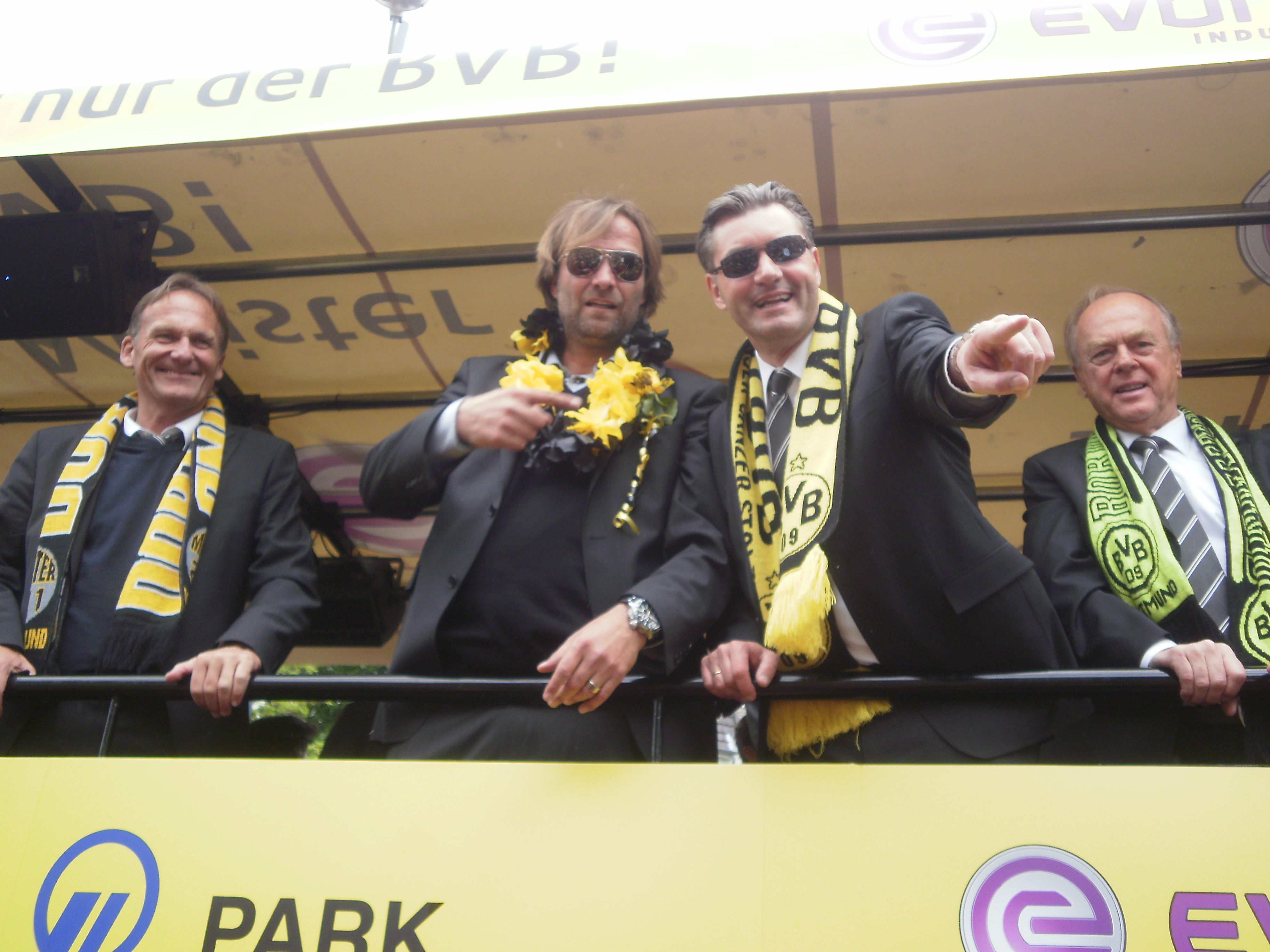
كلوب (الثاني من اليسار)، يحتفل بالفوز بالدوري الألماني في عام 2011.

### كمدرب
ماينس 05
- بوندسليغا 2 الصعود: 2003–04[18]

 بروسيا دورتموند
- الدوري الألماني: 2010–11، 2011–12[19]
- كأس ألمانيا: 2011–12[20]
- كأس السوبر الألماني: 2013، 2014[21][22]
- دوري أبطال أوروبا الوصيف: 2012–13[23]

 ليفربول
- الدوري الإنجليزي الممتاز: 2019–20؛ الوصيف: 2018–19 و 2021-2022
- كأس الاتحاد الإنجليزي: 2021–22
- كأس رابطة الأندية الإنجليزية المحترفة: 2021–22؛[24] الوصيف: 2015–16[25]
- دوري أبطال أوروبا: 2018–19؛[26] الوصيف: 2017–18[27] و 2021-2022
- كأس السوبر الأوروبي: 2019
- كأس العالم للأندية: 2019
- الدوري الأوروبي الوصيف: 2015–16[28]

### الفردية
- مدرب العام في ألمانيا:2009, 2010, 2011,[29] 2012,[29] 2019[30]
- مدرب الشهر في الدوري الإنجليزي الممتاز: سبتمبر 2016، ديسمبر 2018، مارس 2019، أغسطس 2019، سبتمبر 2019، نوفمبر 2019، ديسمبر 2019[31]

- جائزة التلفزيون الألماني: 2006، 2007، 2008، 2009، 2010[32][33]
- جائزة ماينس الإعلامية:2013، 2014، 2018[34]
- جائزة أونزي الذهبية:2010–11، 2013–14، 2014–15، 2018–19[35]
- جائزة الفيفا لأفضل مدرب:2010، 2013، 2014 2019[36]
- أفضل مدرب نادي في العالم من الاتحاد الدولي لتاريخ وإحصاءات كرة القدم:2013، 2019[37]
- جائزة بي بي سي الرياضية لأفضل مدرب: 2008، 2013
- جائزة مدرب الموسم في الدوري الإنجليزي الممتاز:2013–14، 2015–16 ، 2016–17، 2017–18، 2018–19
- فريق العالم من الاتحاد الدولي لتاريخ وإحصاءات كرة القدم:2016, 2017, 2018, 2019[38]
- جائزة مدرب العام من ورلد سوكر:2017, 2018, 2019[39]
- جائزة أفضل مدرب في العام من جلوب سوكر: 2013، 2014، 2018، 2019[40]
- ورلد سوكر (مجلة): 2013، 2018، 2019، 2020
- جائزة مدرب الموسم في الدوري الألماني الممتاز: 2008–9، 2009–10، 2010–11، 2012–13، 2013–14
- افضل مدرب انديه اوربا في تاريخ كره القدم والاحصائيات 2009–2020
- جائزة التكريم من اتحاد كتاب كرة القدم: 2010، 2013، 2014، 2019، 2020
- قاعة مشاهير كرة القدم الإنجليزية: 2006
- فرانس فوتبول إداري العام: 2008، 2009، 2010
- رابطة مديري الدوري قاعة المشاهير[41]

## الملاحظات
1. ↑  تم كسر الرقم القياسي الذي كان يحمله دورتموند (81 نقطة) في موسم 2011–12 من قبل بايرن ميونخ (91 نقطة) في موسم 2012–13.

## وصلات خارجية
- يورغن كلوب على موقع IMDb (الإنجليزية)
- يورغن كلوب على موقع قاعدة بيانات الفيلم (الإنجليزية)
- يورغن كلوب على موقع كينوبويسك (الروسية)
- يورغن كلوب على موقع قاعدة بيانات كرة القدم.إي يو (الإنجليزية)
- يورغن كلوب على موقع بيانات كرة القدم. دي إي (الألمانية)
- يورغن كلوب على موقع Soccerbase.com (مدرب) (الإنجليزية)
- يورغن كلوب على موقع عالم كرة القدم.نت (الإنجليزية)